# Wolferts (Dipperz)
Wolferts ist mit 532 m der höchstgelegene Ortsteil der Gemeinde Dipperz im osthessischen Landkreis Fulda.

## Geographische Lage
Das kleine Dorf Wolferts ist rund viereinhalb Kilometer vom Kernort Dipperz entfernt und liegt östlich davon am Fuß des bewaldeten Stellbergs (727,4 m) in der Rhön. Mit dem Stellberg liegt in der Gemarkung Wolferts die höchste Erhebung aller Ortsteile der Gemeinde Dipperz. Rund 1000 Meter nordwestlich der Dorflage gehört auch die Gehöftgruppe Altenrain zur Gemarkung Wolferts. Durch die Gemarkung fließen der Öchenbach und der Igelbach nach Westen. Beide gehören zum Talsystem der Wanne, einem rechten östlichen Zufluss der Haune. Die Gemarkungsfläche beträgt 271 Hektar (1961), davon sind 26 Hektar bewaldet.

## Geschichte
Die Ersterwähnung des Dorfes erfolgte im Jahre 824.
Der Name Wolfshart wurde erstmals in der Wildbann-Grenzbeschreibung des Zunderhart des Klosters Fulda aus dem Jahre 1012 genannt.
Grundherrschaft und Grundbesitzer: Eberhard von Eberstein besaß 1451 Wolferts als Mitgift seiner Frau, geborene von Brenden.
Im 16. Jahrhundert Dorf des fuldischen Amts Bieberstein.
Trotz großer Anhängerschaft innerhalb der Bevölkerung konnte sich die Reformation in der Fürstabtei Fulda nicht durchsetzen. Der Ort blieb katholisch.
Im Jahre 1787 zählte es zur  Fürstabtei Fulda, Amt Bieberstein und hatte 1790 4 Hüttner u. 8 Hintersiedler.
1812 ist Wolferts Tochterkirche von Margretenhaun.

## Gebietsreform
Im Zuge der Gebietsreform in Hessen verloren letzte kleine Gemeinden wie Wolferts kraft Gesetzes ihre Eigenständigkeit. So wurden mit Wirkung vom 1. August 1972 kraft Landesgesetz die Gemeinden Armenhof, Dipperz, Dörmbach, Finkenhain, Friesenhausen, Kohlgrund, Wisselsrod und Wolferts zu einer Großgemeinde mit dem Namen Dipperz zusammengeschlossen.

## Verkehr
Durch Wolferts führt die Landesstraße 3330, die von Langenbieber über Kleinsassen nach Poppenhausen (Wasserkuppe) führt. Auch die Kreisstraße 24 nach Finkenhain führt durch das Dorf.